# Dalboslätten

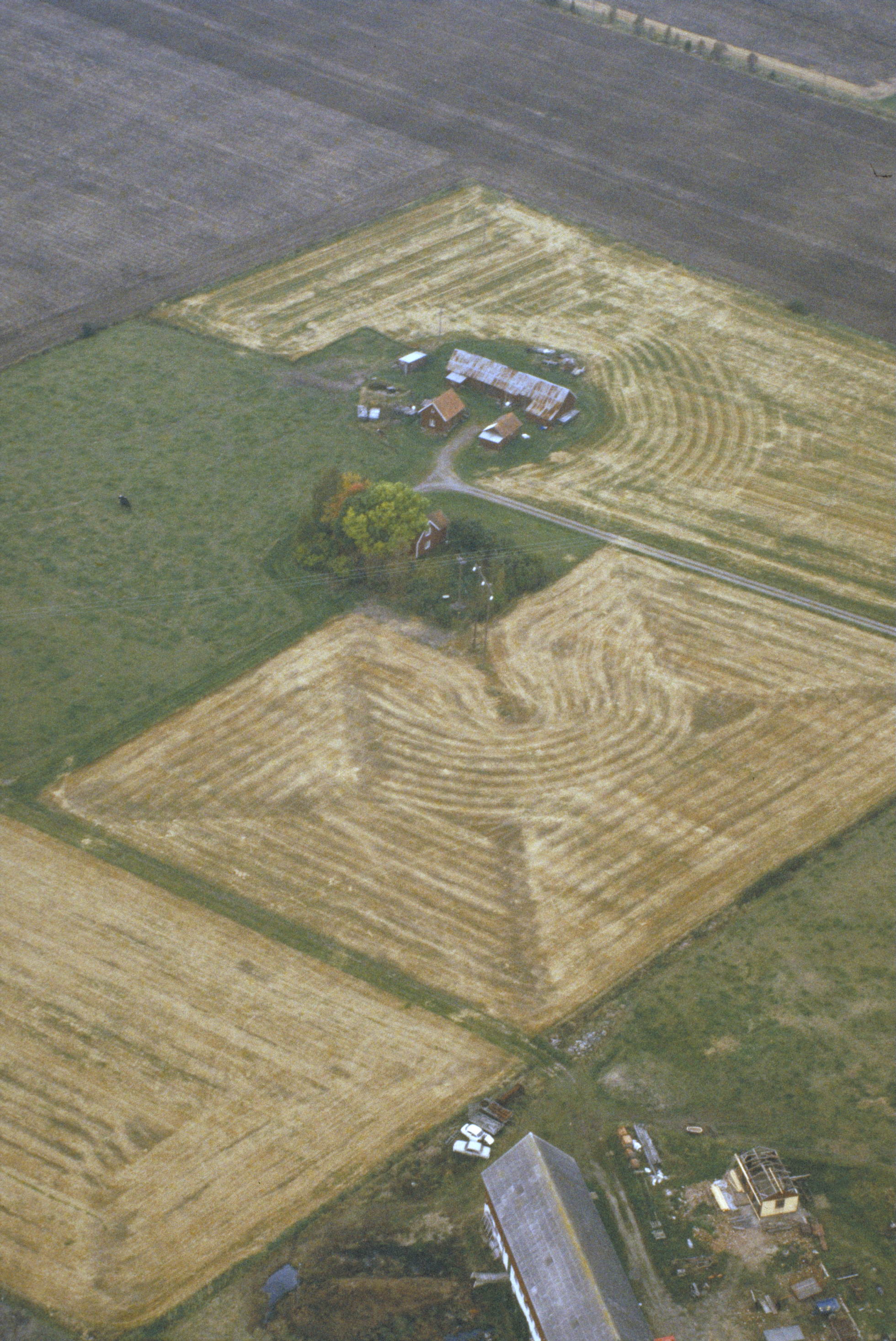
Gård på Dalboslätten.

Dalboslätten är en vidsträckt slättmark i sydöstra Dalsland, som till stor del består av åkermark. Dalboslätten avgränsas av högplatån Kroppefjäll i väster och av Vänern i öster. Ett av Dalboslättens vattendrag är Dalbergsån.
På Dalboslätten finns en av Dalslands största gravhögar, Kårebyhögen.